# Rosa hirsuta
Rosa hirsuta är en rosväxtart som beskrevs av Chhabi Ghora och G. Panigrahi. Rosa hirsuta ingår i släktet rosor, och familjen rosväxter. Inga underarter finns listade i Catalogue of Life.